# Tayna
Tayna är ett vattendrag i Kongo-Kinshasa, ett biflöde till Lubero. Det rinner genom provinsen Norra Kivu, i den östra delen av landet, 1 500 km öster om huvudstaden Kinshasa.